# Élections municipales panaméennes de 2024
 (mars 2025).
Si vous disposez d'ouvrages ou d'articles de référence ou si vous connaissez des sites web de qualité traitant du thème abordé ici, merci de compléter l'article en donnant les références utiles à sa vérifiabilité et en les liant à la section « Notes et références ».
Les élections municipales panaméennes de 2024 ont lieu le 5 mai 2024 au Panama en même temps que des législatives ainsi que d'une  élection présidentielle.